# Ґембиці (Куявсько-Поморське воєводство)
Ґембиці (пол. Gębice, нім. Gembitz) — село в Польщі, у гміні Моґільно Моґіленського повіту Куявсько-Поморського воєводства.
Населення — 890 осіб (2011).
У 1975-1998 роках село належало до Бидгощського воєводства.

## Демографія
Демографічна структура станом на 31 березня 2011 року:
|          | Загалом | Допрацездатний вік | Працездатний вік | Постпрацездатний вік |
| -------- | ------- | ------------------ | ---------------- | -------------------- |
| Чоловіки | 459     | 93                 | 326              | 40                   |
| Жінки    | 431     | 86                 | 245              | 100                  |
| Разом    | 890     | 179                | 571              | 140                  |